# Paróquia Senhor Bom Jesus
Paróquia Senhor Bom Jesus é uma igreja católica localizada na cidade paulista de Aguaí. É também a Igreja Matriz da cidade.

## História
A construção da 1ª igreja de Cascavel teve início em 1894, pelo fundador da cidade, major João Joaquim Braga, auxiliado por Joaquim da Silva Borges. Antes, as primeiras missas eram realizadas numa antiga santa-cruz, sob um rancho, mais ou menos no local da Pedra Branca, sob frondosa figueira, na Praça da Matriz, hoje chamada Praça Senhor Bom Jesus. Os batizados eram realizados na própria residência do major Braga. Com a contribuição do povo, promoveu-se a construção, que foi concluída em 1896, sendo celebrada a 1ª missa na igreja em 27 de Setembro desse mesmo ano, pelo então coadjutor da Paróquia de São João da Boa Vista, o cônego Ângelo Alves de Assumpção.
Em 28 de setembro de 1900, dom Antônio Cândido de Alvarenga, bispo de São Paulo, cria a Paróquia do Senhor Bom Jesus. Foi nomeado, como  1º vigário, o padre José Cecere, que tomou posse em 5 de novembro do mesmo ano.
O prédio foi reconstruído no ano de 1919 e passou por reformas em 2012.